# Angkor

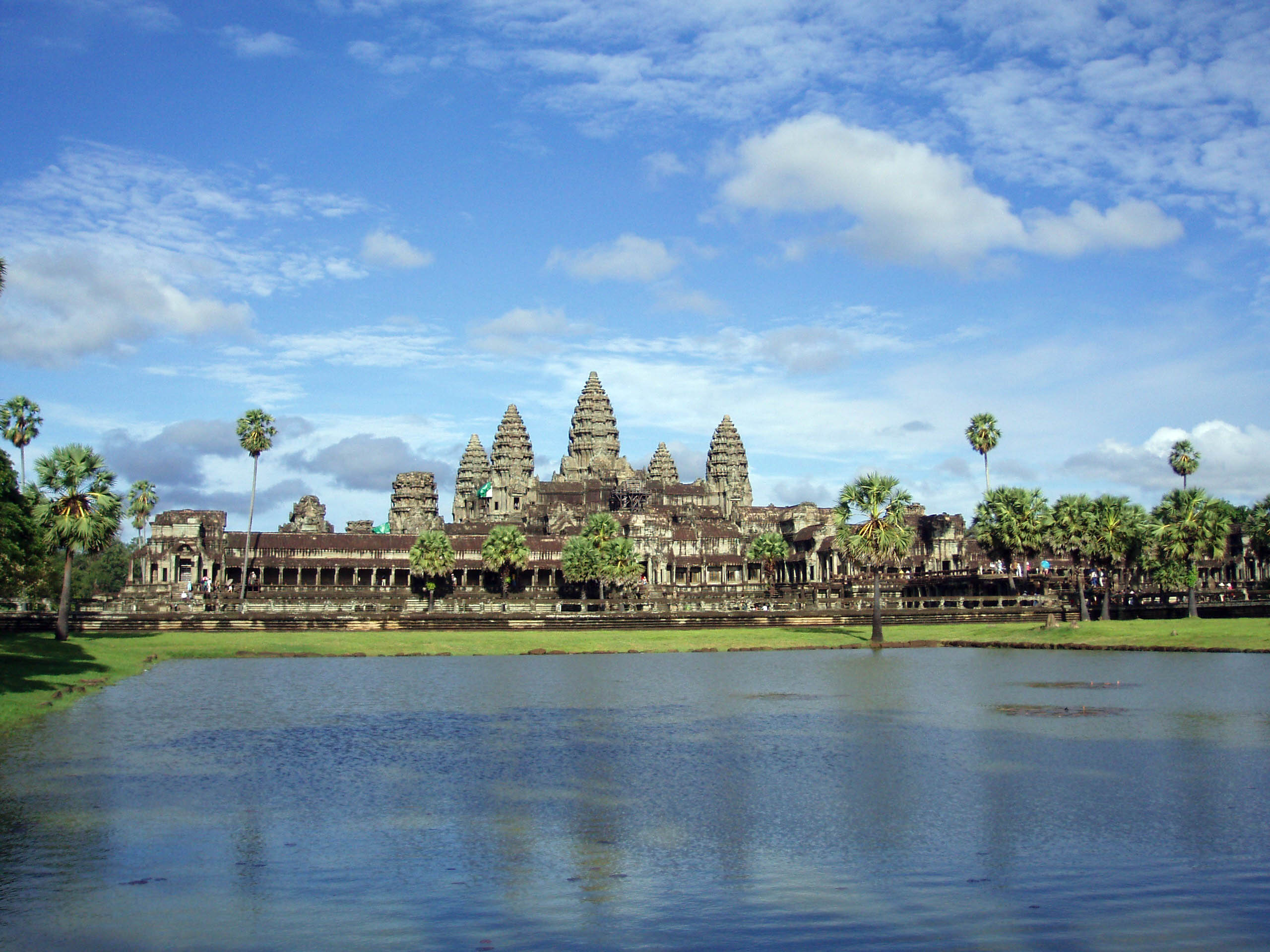
El temple d'Angkor Vat, a Angkor.

Angkor és l'antiga capital de l'Imperi khmer a la rodalia de l'actual Siem Reap, al nord del llac Tonlé Sap i nord-oest de Cambodja. A Angkor, hi vivien en l'època de l'apogeu d'aquest regne vora d'un milió d'habitants, més que en qualsevol ciutat europea d'aquell temps. D'aquella ciutat, o conjunt de ciutats, se'n conserva actualment un extens camp arqueològic amb centenars de temples de diferents èpoques i tipus, que després del règim de Pol Pot s'ha transformat en un centre d'atracció turística de primera fila. Tot aquest conjunt va ser declarat el 1992 Patrimoni de la Humanitat per la UNESCO.

## Història

### Fundació

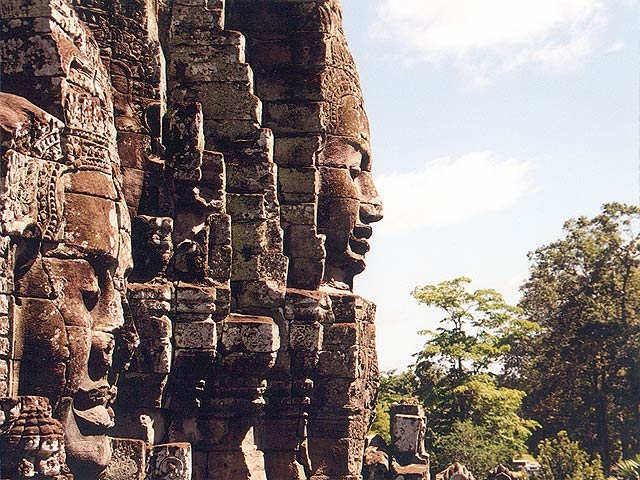
El temple de Bayon, a Angkor Thom.

L'imperi khmer va succeir en el temps el Regne de Txenla, que s'havia transformat en diversos regnes i estats enfrontats. La capital d'aquella època era Isanapura, l'actual Sambor Prei Kuk. En el 802, Jayavarman II (802-850) els va unificar, consagrant-se com a únic sobirà i independitzant-se de Java, a la qual, d'alguna manera, alguns regnes txenla havien quedat sotmesos. Fins i tot, Jayavarman II havia residit fins llavors a Java. L'acte de proclamació com a rei va tenir lloc al mont Kulen, al nord d'Angkor. Va abandonar l'antiga Isanapura i va establir la seva cort a Hariharalaya, a l'actual lloc de Roluos, a l'est de Siemp Reap.

### Roluos (Hariharalaya)

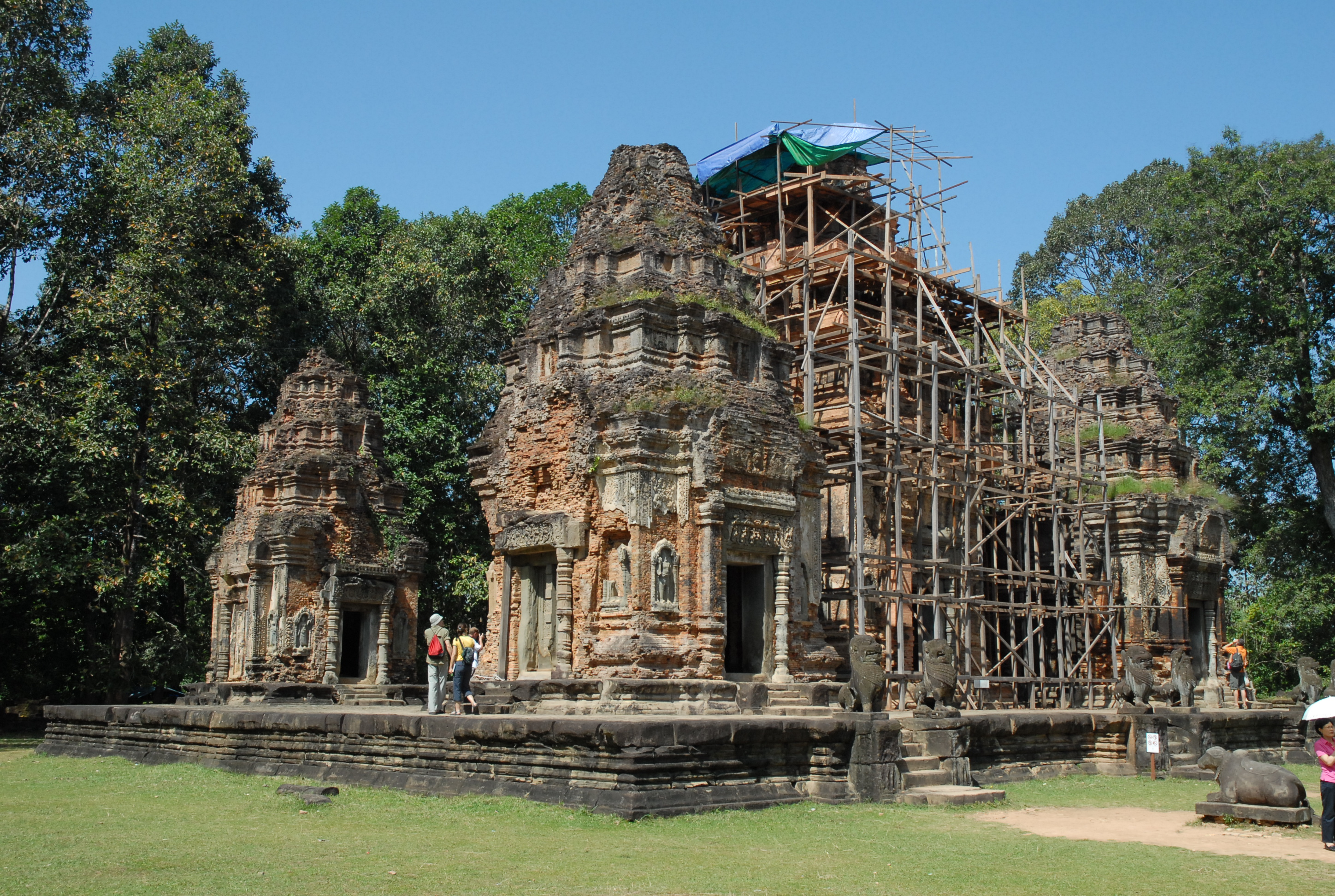
Preah Ko, a Roulos.

Indravarman I (877-889) fou el principal constructor dels grans temples de Roluos (Hariharalaya); va aixecar el temple de Preah Ko (879) i el dedicà al fundador de l'imperi, Jayavarman II, potser a causa que ell mateix era un monarca intrús. També va portar a terme importants obres hidràuliques destinades a minvar els efectes de manca d'aigua en l'època seca.

### Angkor (Yasodharapura)
L'establiment de Roulos va durar poc; Yasovarman I (889-910), fill d'Indravarman I, després d'aixecar els temples de Lolei, estableix la seva pròpia capital més al nord, a l'actual Angkor, que anomena Yasodharapura. D'una manera anàloga al que havia fet el seu pare a Roulos, hi construeix un estany (el Baray oriental) com a reserva d'aigua per a provisió de la nova ciutat. Al seu costat, també aixeca diversos edificis.

### Koh Ker (Chok Gargyar)

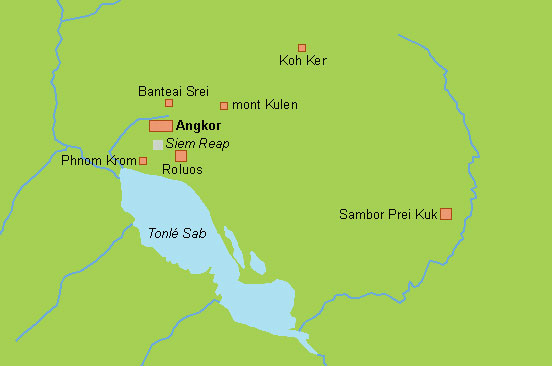
Situació d'Angkor i altres llocs relacionats.

El 921, Jayavarman IV (921-941) es fa coronar rei a Koh Ker, a uns cent km al nord-est d'Angkor, on estableix la capital, provocant un nou canvi d'ubicació. Aquesta capital es manté durant el curt regnat del seu fill; a la seva mort (944), un nou trasllat retorna la capitalitat a Angkor.

### Retorn a Angkor

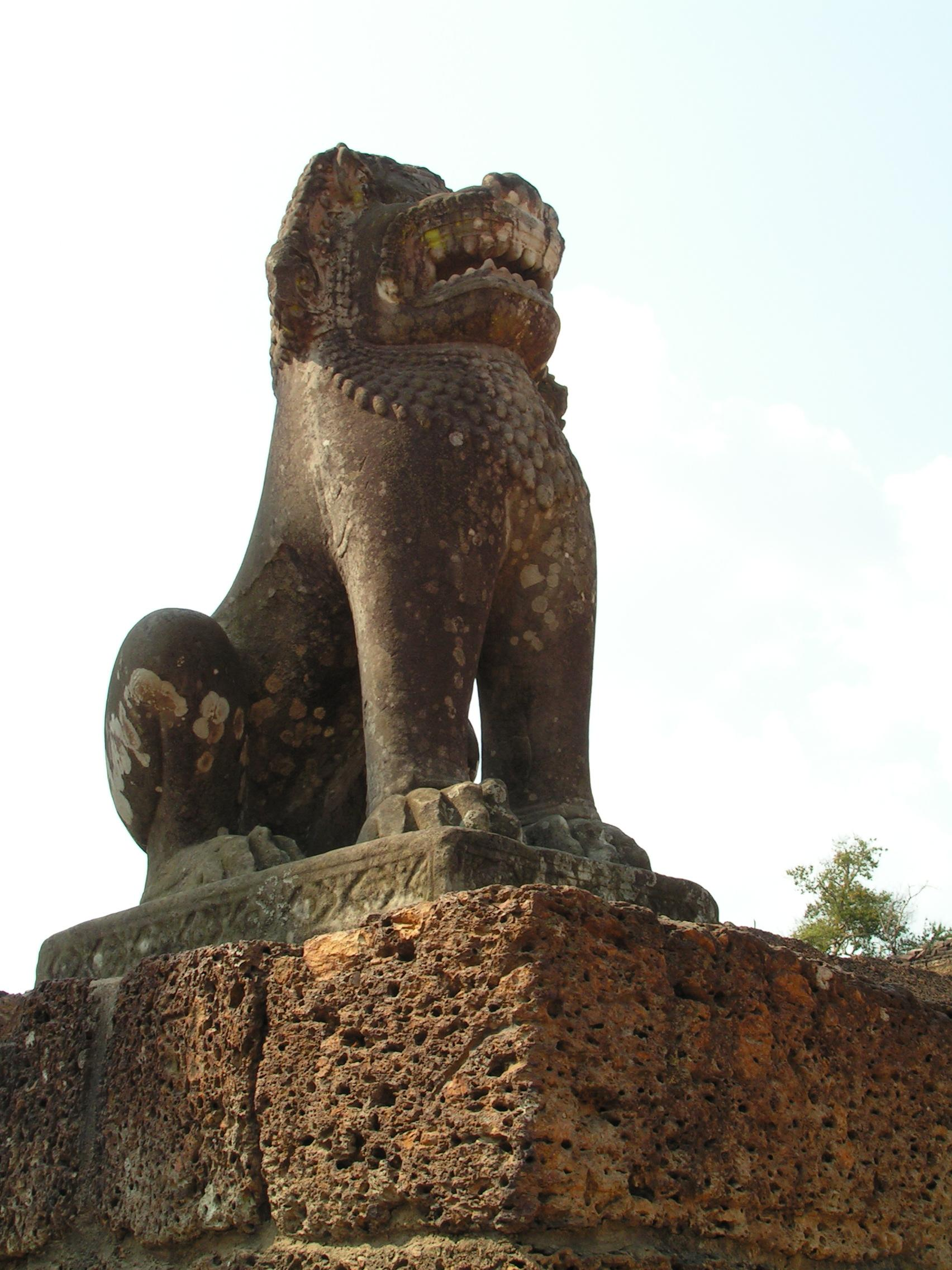
El lleó del Mebon oriental.

Rajendravarman II (944-968) va fer retornar la cort a Angkhor pròpiament dita i una de les seves primeres accions fou aixecar el temple de Mebon oriental, al bell mig de l'estany (el Baray oriental) que havia construït Yasovarman I anteriorment. L'un darrere l'altre, els monarques es van succeint i intenten deixar empremta del seu pas aixecant nous edificis dedicats a la glòria dels déus, d'ells mateixos i de la monarquia com a institució.
Suryavarman I (1006-1050) posa fi a una època de turbulències polítiques, que retornaran més endavant. La història d'Angkor és un reflex de la mateixa història del regne, amb monarques que es van succeint, intrigues, usurpadors del poder, etc. Mentrestant, van deixant la seva empremta en les construccions del complex monumental.

### Angkor Vat

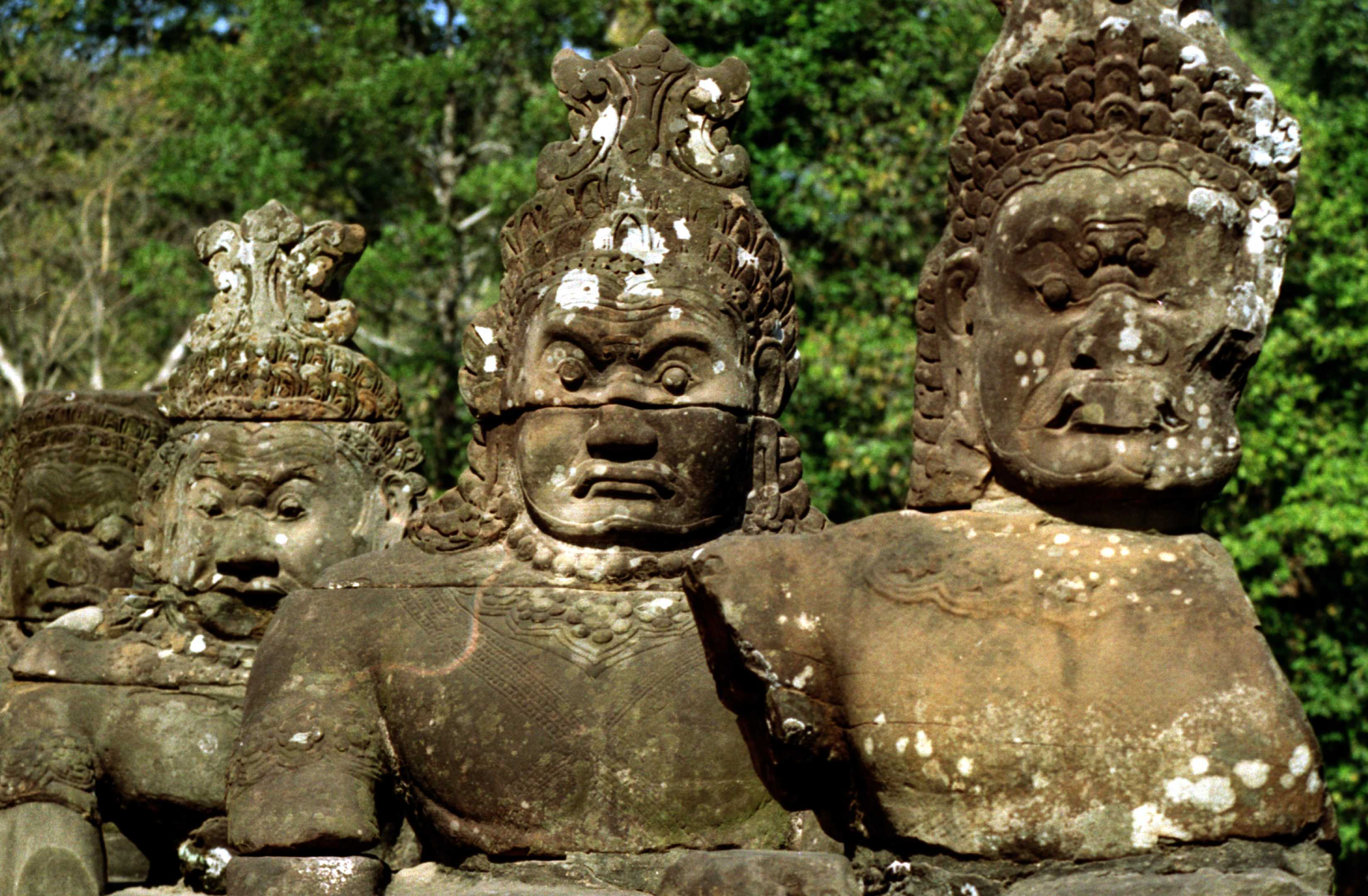
Imatges d'un pont d'accés a Angkor Thom.

Més endavant, sota Suryavarman II (1113-1149), s'aixeca el monument sens dubte més important del conjunt: Angkor Vat, el temple i mausoleu, punt de referència de l'arquitectura khmer per les seves dimensions i bellesa.
Poc després, el 1177, l'exèrcit del regne de Txampa (que cal situar a l'actual Vietnam) fa una incursió i ataca Angkor a través del llac Tonlé Sap, i troba la ciutat militarment desprotegida. L'ocupa i la saqueja, i queda durant quatre anys sota el seu domini. Jayavarman VII pot recuperar el poder el 1181 i porta l'imperi a la seva màxima esplendor.

### Angkor Thom
Sota Jayavarman VII, s'aixeca Angkor Thom, la nova ciutat tancada per una muralla quadrada d'uns tres km de costat amb cinc portes d'entrada i amb el seu centre monumental farcit de construccions (Bayon, Bauphon, Phimeanakas…).

### Abandó

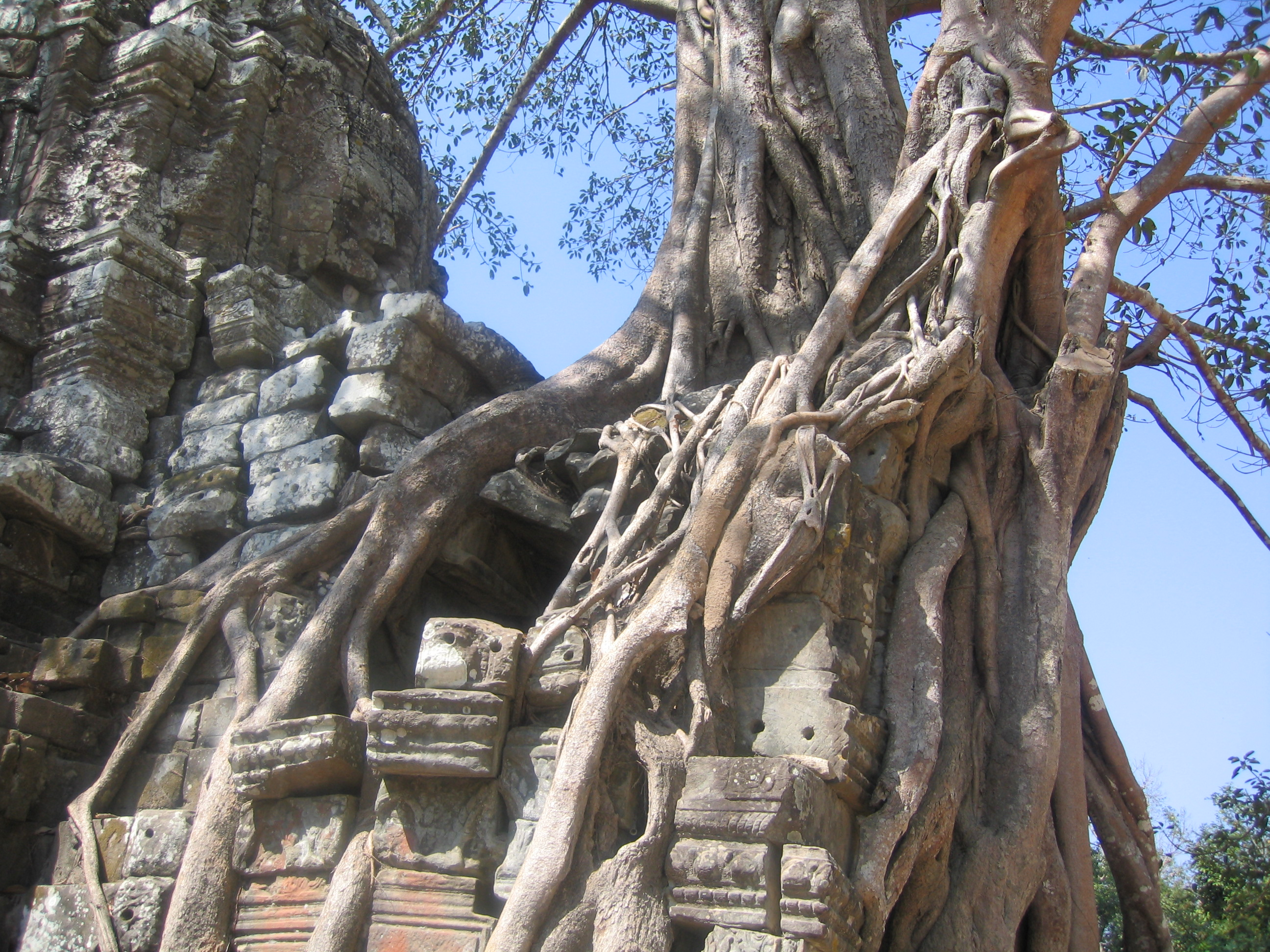
Temple envaït per la vegetació.

A començament del segle xiv, la història d'Angkor i del mateix imperi queda desdibuixada, els documents històrics són pocs i poc concrets. No s'ha conservat res de les construccions que s'haurien pogut aixecar després del segle xiv; es feien de fusta. Entre el 1351 i 1357, la capital cau en mans del tai. Els khmer recuperen el poder, però la debilitat es manté. El 1431, és novament ocupat pels tais i el país passa a dependre d'Ayutthaya, la capital del Regne tailandès. Aquesta pot ser la data que marca la fi d'Angkor. La importància de les zones millor comunicades, com Phnom Penh, fa que la capital es trasllade definitivament a aquesta ciutat el 1434. Angkor es manté amb més o menys vitalitat fins al segle xvi.

### Descobriment d'Occident

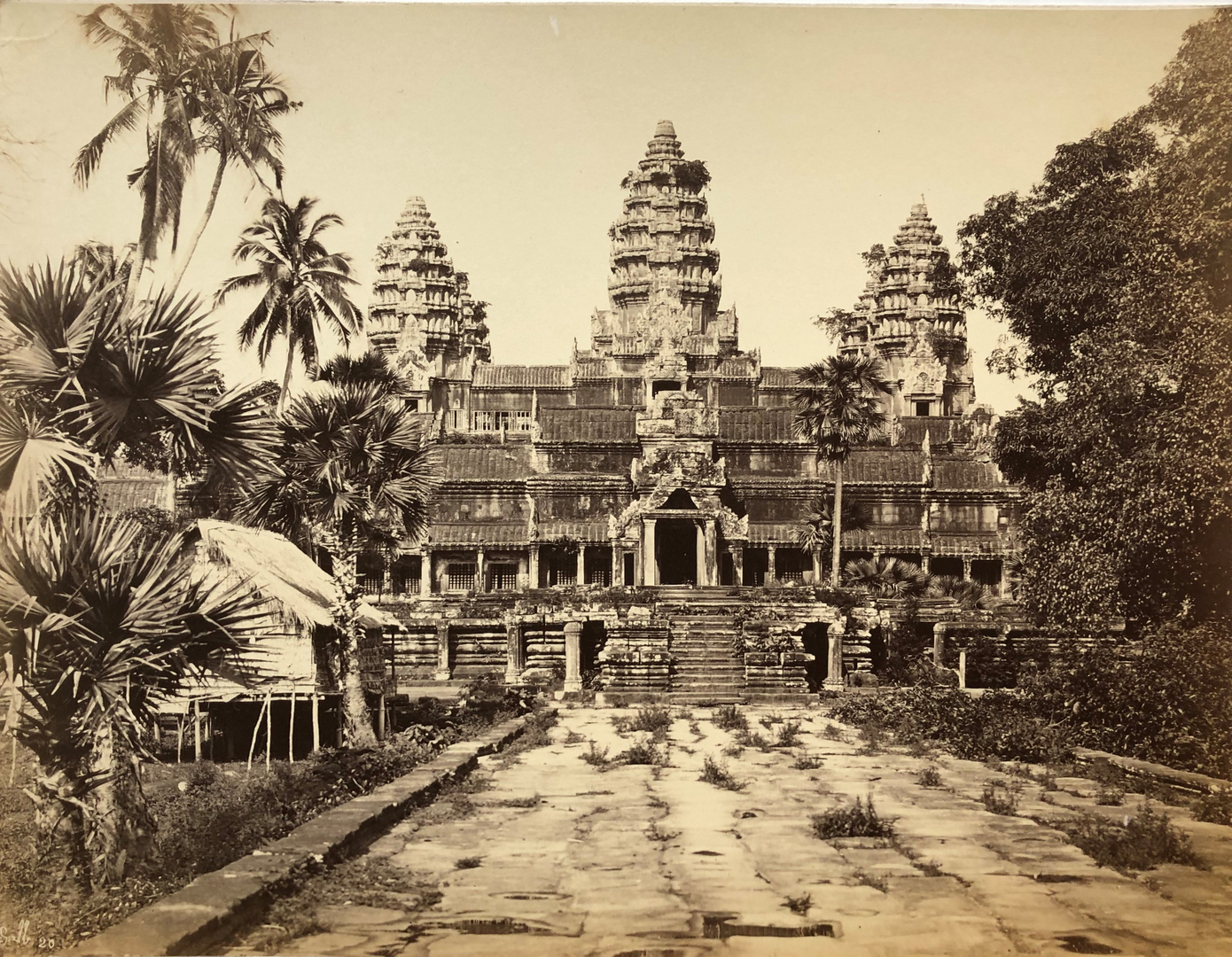
Angkor Vat fotografiat el 1866 per Emile Gsell (1838-1879).

El lloc és "redescobert" pels occidentals arran de l'intent de cristianització per missioners francesos. A començament del segle xix, hi intervenen els arqueòlegs, que comencen a investigar la zona. El 1863, Cambodja passa a ser un protectorat francès i comencen les investigacions, més o menys sistemàtiques, del complex, que són objecte de gran interès des d'Europa. El 1901, es crea l'École Française d'Extrême-Orient, que s'hi dedica de manera particular i exclusiva fins al 1970, que ho ha de deixar per motius de seguretat. Les investigacions es recuperen a partir del 1980, sota la direcció del govern de Cambodja i amb la participació de diferents països. Des del 1992, el complex entra en les llistes del Patrimoni de la Humanitat. En tot aquest temps, s'hi ha portat a terme importants treballs de localització, neteja i restauració.

## Monuments d'Angkor

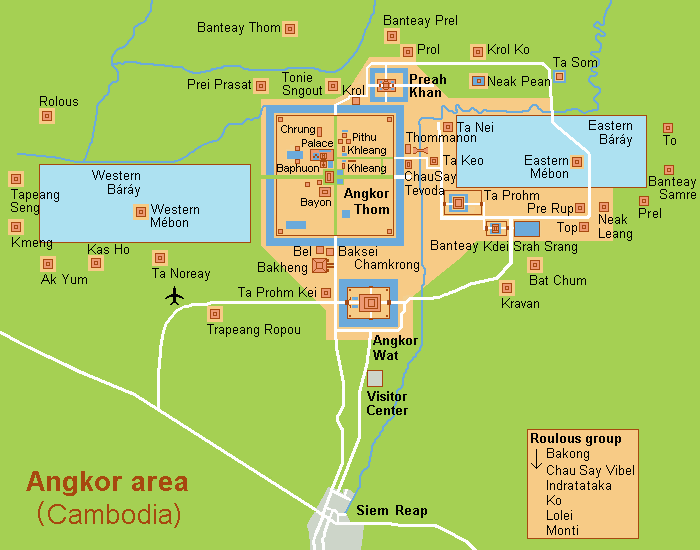
Planta d'Angkor i els principals monuments.

| Element                 | Data                                     | Impulsor                                     | Dedicació         | Situació                  |
| ----------------------- | ---------------------------------------- | -------------------------------------------- | ----------------- | ------------------------- |
| Ak Yum                  | s. VIII                                  | ?                                            | hinduista         | Sud del Baray Occidental  |
| Preah Ko                | 879                                      | Indravarman I (877-889)                      | Xiva              | Roluos                    |
| Bakong                  | 881                                      | Indravarman I (877-889)                      | Xiva              | Roluos                    |
| Lolei                   | 893                                      | Yasovarman I (889-910)                       | Xiva              | Roluos                    |
| Baray Oriental          | s. IX-X                                  | Yasovarman I (889-910)                       | -                 | Angkor                    |
| Phnom Krom              | s. IX-X                                  | Yasovarman I (889-910)                       | hinduista         | Sud-oest d'Angkor         |
| Phnom Bakheng           | 907 ?                                    | Yasovarman I (889-910)                       | Xiva              | Sud d'Angkor Tom          |
| Prasat Bei              | s. X                                     | Yasovarman I (889-910)                       | ?                 | Sud d'Angkor Tom          |
| Prasat Kravan           | 921                                      | Isanavarman II (921-928)                     | Vixnu             | Sud del Baray Oriental    |
| Baksei Chamkrong        | 947                                      | Reformat per Rajendravarman II (944-968)     | Xiva              | Sud d'Angkor Tom          |
| Mebon Oriental          | 952                                      | Rajendravarman II (944-968)                  | Xiva              | Baray Oriental            |
| Pre Rup                 | 961                                      | Rajendravarman II (944-968)                  | Xiva              | Sud del Baray Oriental    |
| Banteay Srei            | 967                                      | Alt dignatari de Rajendravarman II (944-968) | Xiva              | Nord d'Angkor             |
| Ta Keo                  | 1000 ?                                   | Jayavarman V (968-1001)                      | Xiva              | Ponent del Baray Oriental |
| Baray Occidental        | s. XI                                    | Suryavarman I (1006-1050)                    | -                 | Angkor                    |
| Mebon Occidental        | s. XI                                    | Suryavarman I (1006-1050)                    | hinduista         | Baray Occidental          |
| Thommanon               | s. XII                                   | Suryavarman II (1113-1149)                   | hinduista         | Llevant d'Angkor Thom     |
| Angkor Vat              | s. XII                                   | Suryavarman II (1113-1149)                   | Vixnu             | Angkor                    |
| Banteay Samre           | s. XII                                   | Suryavarman II (1113-1149)                   | Vixnu             | Llevant de Baray Oriental |
| Chau Say Tevoda         | 1150                                     | Suryavarman II (1113-1149)                   | hinduista         | Llevant d'Angkor Thom     |
| Srah Srang              | s. X-XII                                 | Acabat per Jayavarman VII (1160-1219)        | -                 | Sud del Baray Oriental    |
| Angkor Thom             | s. XII-XIII, amb construccions anteriors | Jayavarman VII (1160-1219)                   | -                 | Angkor                    |
| Phimeanakas             | s. XI                                    | Suryavarman I (1006-1050)                    | Xiva              | Palau Reial d'Angkor Tom  |
| Baphuon                 | 1060 ?                                   | Udayadityavarman II (1050-1066)              | Xiva              | Angkor Tom                |
| Palau Reial             | s. XI-XIII                               | diversos                                     | -                 | Angkor Tom                |
| Terrassa dels Elefants  | s. XII                                   | Jayavarman VII (1160-1219)                   | -                 | Angkor Tom                |
| Bayon                   | 1200-?                                   | Jayavarman VII (1160-1219)                   | budista           | Angkor Tom                |
| Prasat Chrung           | s. XII-XIII                              | Jayavarman VII (1160-1219)                   | budista           | Angkor Tom                |
| Prasat Suor Prat        | segle xiii                               | Indravarman II (1219-1243)                   | -                 | Angkor Tom                |
| Terrassa del Rei Leprós | segle xiii                               | Jayavarman VIII (1243-1295)                  | -                 | Angkor Tom                |
| Preah Palilay           | segle xiii-XIV                           | ?                                            | budista           | Angkor Tom                |
| Ta Prohm                | 1186                                     | Jayavarman VII (1160-1219)                   | budista           | Sud del Baray Oriental    |
| Ta Prohm Kel            | 1186                                     | Jayavarman VII (1160-1219)                   | budista           | Ponent d'Angkor Vat       |
| Preah Khan              | 1191                                     | Jayavarman VII (1160-1219)                   | budista/hinduista | Nord d'Angkor Tom         |
| Ta Som                  | s. XII                                   | Jayavarman VII (1160-1219)                   | budista           | Nord del Baray Oriental   |
| Ta Nei                  | s. XII                                   | Jayavarman VII (1160-1219)                   | budista           | Ponent del Baray Oriental |
| Banteay Kdei            | s. XII-XIII                              | Jayavarman VII (1160-1219)                   | budista           | Sud del Baray Oriental    |
| Neak Pean               | s. XII-XIII                              | Jayavarman VII (1160-1219)                   | budista           | Nord del Baray Oriental   |